# Zuckerfabrik Anklam

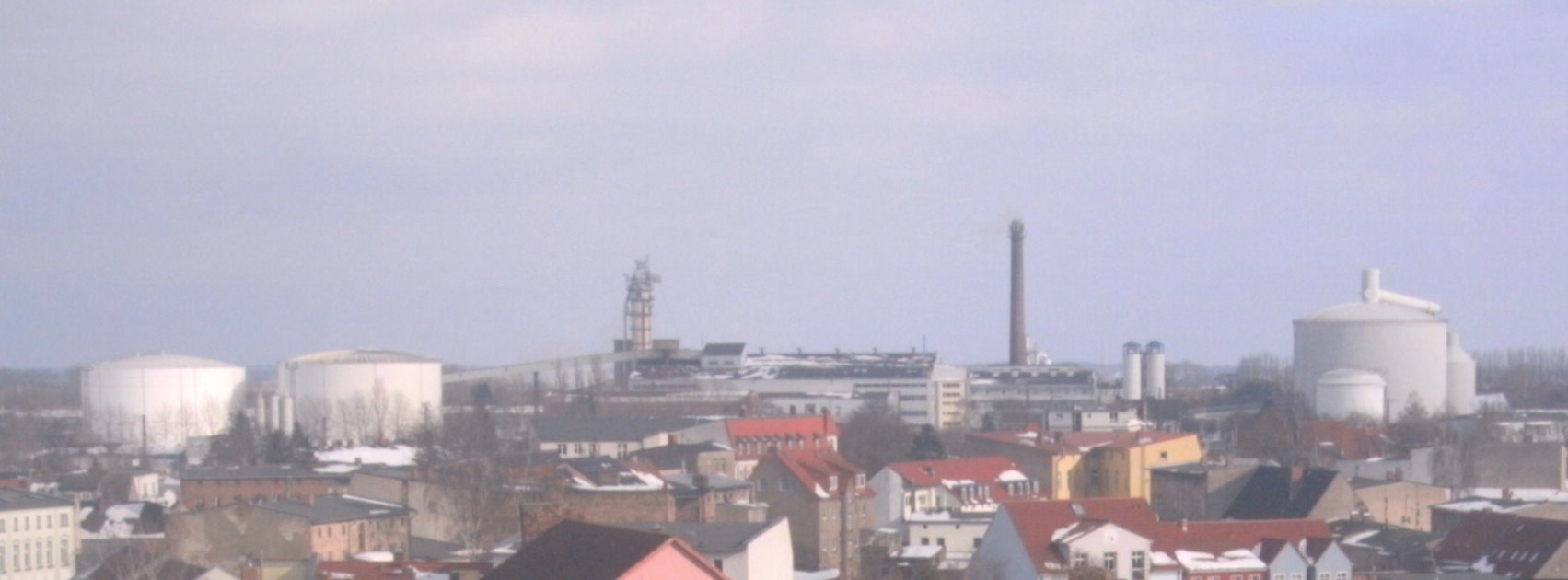
Zuckerfabrik Anklam aus Blickrichtung des Steintores

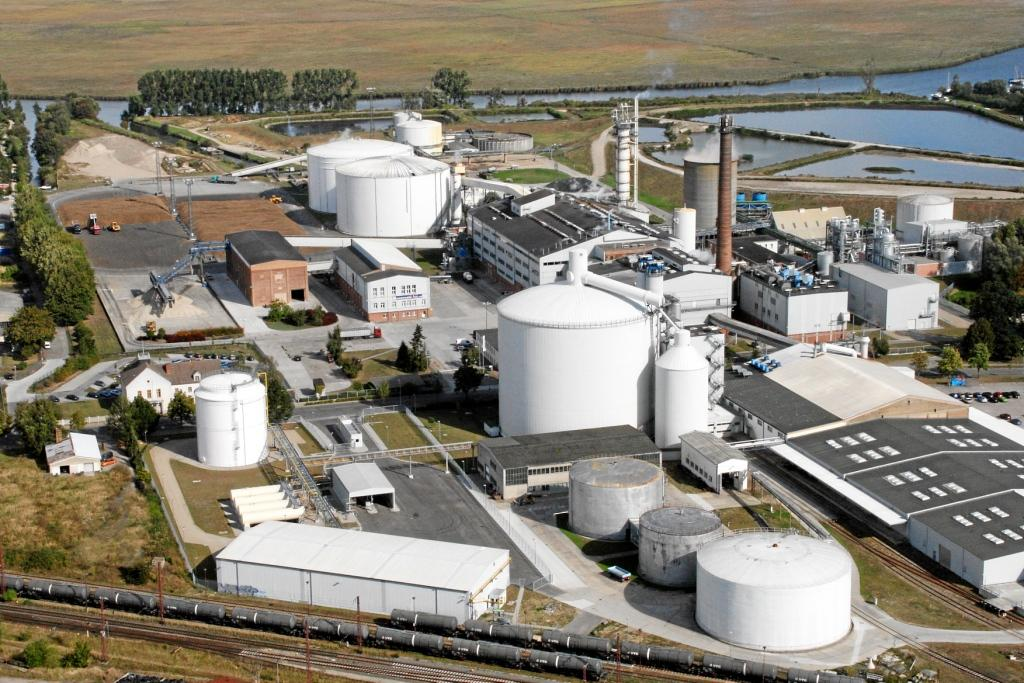
Luftbild der Zuckerfabrik Anklam

Die Zuckerfabrik Anklam ist seit 2007 die einzige Zuckerfabrik in Mecklenburg-Vorpommern und befindet sich in Anklam im Landkreis Vorpommern-Greifswald. Das zum niederländischen Konzern Cosun gehörende Unternehmen verarbeitet Zuckerrüben zu Zucker, Bioethanol, Biomethan und Tierfutter. Mit 192 ganzjährig Beschäftigten wird im Geschäftsjahr 2020 eine Verarbeitung von etwa 1,6–1,7 Millionen Tonnen Zuckerrüben angestrebt.

## Die Entwicklung

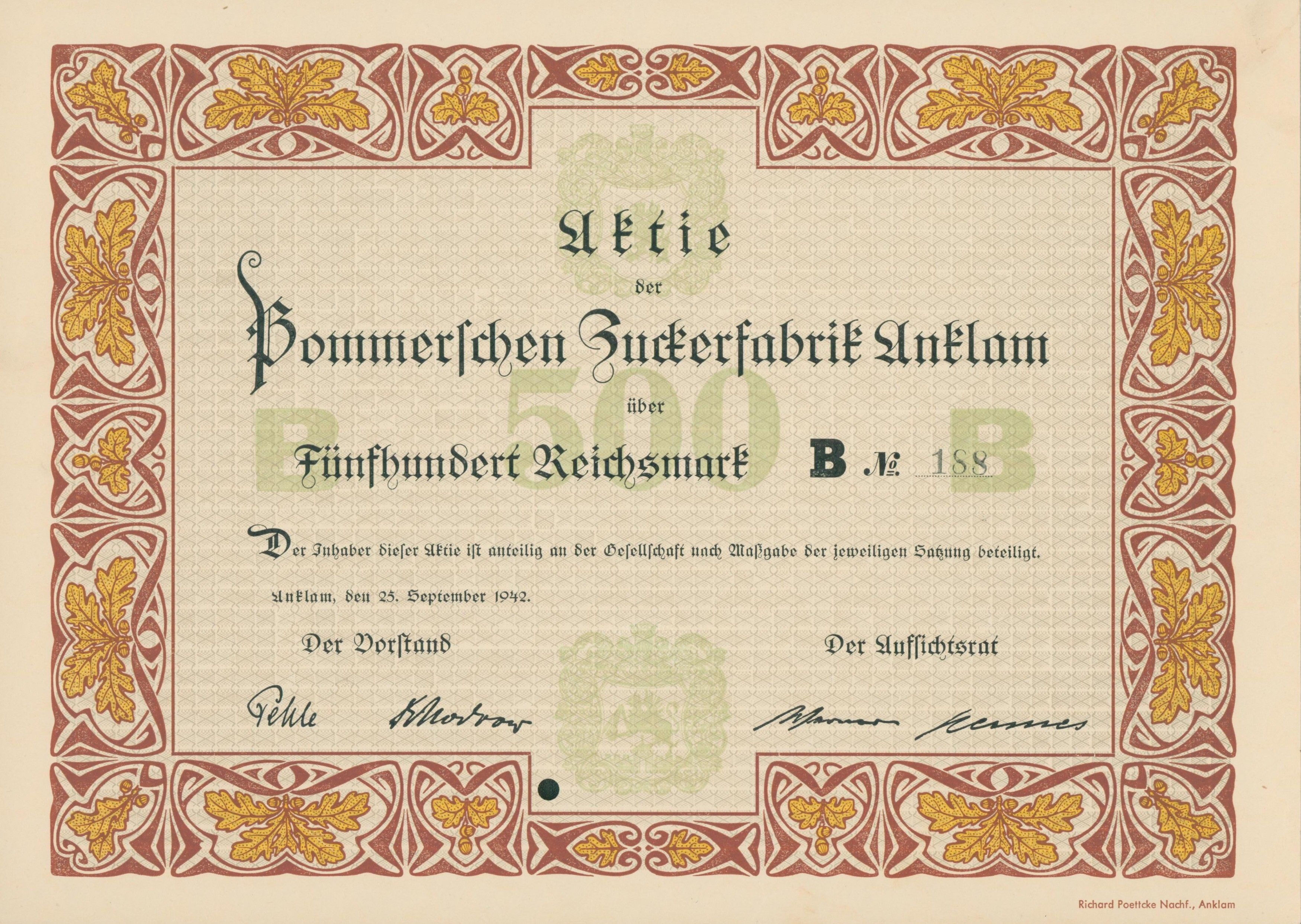
Aktie der Pommerschen Zuckerfabrik Anklam über 500 RM, datiert 25. September 1942

Am 31. Januar 1883 wurde die Aktiengesellschaft Pommersche Zuckerfabrik Anklam gegründet. Die Zuckerrüben wurden per Schiff über einen eigens angelegten Stichkanal von der Peene sowie über einen werkseigenen Bahnanschluss angeliefert.
Der Ausbau der Fabrik erfolgte in der Vergangenheit in mehreren Etappen. Durch starke Beschädigung gegen Ende des Zweiten Weltkrieges konnte zwei Jahre keine Produktion durchgeführt werden. In dieser Zeit erfolgte der Wiederaufbau, die Umwandlung in einen Volkseigenen Betrieb und 1948 bis 1949 der Umbau zur Weißzuckerfabrik. Ab 1984 war der Betrieb VEB Zuckerfabrik „Fritz Reuter“ Anklam Teil des VE Kombinat Zucker Halle.
1991 wurde der VEB privatisiert und an den dänischen Lebensmittelkonzern Danisco verkauft, der sie am 1. Mai 1991 von der Treuhandanstalt zusammen mit sieben weiteren Zuckerfabriken in Mecklenburg-Vorpommern und Brandenburg übernahm. Es erfolgten umfangreiche Modernisierungen und Erweiterungen. Für den Ausbau der Zuckerfabrik Anklam wurden von Danisco in den Jahren 1992 und 1994 etwa 180 Millionen Euro investiert. Sie ist eine der modernsten Zuckerfabriken Europas geworden. Die Zuckerfabriken Barth, Demmin, Friedland, Jarmen, Prenzlau, Stralsund und Tessin wurden geschlossen.
2007 war die Grundsteinlegung für ein Bioethanolwerk der ABE, das 2008 die Bioethanolherstellung mit einer Kapazität von 56 Millionen Litern aufnahm. Die Investition hierfür betrug knapp 25 Mio. Euro. Seither verfügt die Zuckerfabrik mit der Erzeugung erneuerbarer Energie über ein zweites Standbein. Hinzu kommt ab 2012 die Erzeugung von Biogas. Die vorgesehene Investition beläuft sich auf 16 Mio. Euro.
Als Danisco 2008 seine Zuckersparte an Nordzucker verkaufte, wurde vom Bundeskartellamt die Auflage erteilt, zuvor die Zuckerfabrik Anklam an einen anderen Erwerber zu verkaufen. Infolge kam es Anfang 2009 zum Verkauf an die Suiker Unie, ein Tochterunternehmen der Royal Cosun.
Seit dem 2. März 2009 ist die Zuckerfabrik Anklam und das Tochterunternehmen Anklam Bioethanol GmbH (ABE) ein Teil des niederländischen Konzerns Royal Cosun UA. Zu den unter dem Namen Suiker Unie zusammengefassten Aktivitäten gehören u. a. auch zwei Zuckerfabriken in den Niederlanden.
Im Sommer 2013 nahm die Zuckerfabrik eine neue Anlage zur Herstellung von Bio-Methangas aus Rübenpressschnitzeln in Betrieb, die für eine Zuckerfabrik bislang deutschlandweit einmalig ist.
Ende August 2015 kam es infolge der Einleitung von Bio-Ethanol in die an die Zuckerfabrik angrenzende Peene auf mehreren Kilometern Länge zu einem massiven Fischsterben.
Am 31. August 2016 ist die Anklam Bioethanol GmbH mit der Suiker Unie GmbH & Co. KG verschmolzen worden, sodass die Suiker Unie GmbH & Co. KG – Zuckerfabrik Anklam mit den Nebenbetrieben der Bioethanol- und Biomethanerzeugung wieder als ein Unternehmen auftritt.
Am 2. Juli 2020 hat die Suiker Unie GmbH & Co. KG ihre neue Strategie und ihren neuen Namen bekannt gegeben: Cosun Beet Company GmbH & Co. KG.
| Zuckerfabrik | Ganzjährig Beschäftigte | 192 |
| Zuckerfabrik | Kampagnekräfte:         | 30  |
| Zuckerfabrik | Auszubildende:          | 26  |

## Die Zuckerrüben
Die Fabrik erhält Rüben aus einem Anbaugebiet, das sich von der polnischen Grenze im Osten bis Höhe Rostock im Westen, und von der Insel Rügen im Norden bis in die Uckermark im Süden erstreckt. Die Rübenanbaufläche beträgt ca. 22.600 Hektar. Der Zuckerertrag hat sich seit 1991 mehr als verdoppelt.
|       | t Rüben pro ha | Zuckergehalt in % | t Zucker pro ha |
| ----- | -------------- | ----------------- | --------------- |
| 1991  | 38,3           | 16,0              | 6,1             |
| 1997  | 44,5           | 16,9              | 7,5             |
| 2002  | 49,0           | 17,5              | 8,6             |
| 2004  | 52,8           | 17,6              | 9,3             |
| 2006  | 50,4           | 17,1              | 8,6             |
| 2009  | 61,2           | 18,2              | 11,1            |
| 2010* | 55,5           | 17,2              | 9,6             |
| 2011* | 61,0           | 17,7              | 10,8            |
| 2019  | 72,6           | 17,1              | 12,4            |

* geschätzt
Basis für den Anbauerfolg ist die Aussaat. Das Saatgut wird ausschließlich über die Fabrik bezogen, wobei moderne Spitzensorten zum Einsatz kommen.
Grundlage für die Sortenwahl sind die Ergebnisse von Sortenversuchen, die im Anbaugebiet und bundesweit durchgeführt werden.
Die Zuckerfabrik Anklam hat von der EU eine Zuckerquote von knapp 112.000 Tonnen Weißzucker zugeteilt bekommen. Dies entspricht ca. 4 % der gesamten deutschen Zuckerquote. Auf der Grundlage der Zuckerquote und der bisher angebauten Rübenmenge in den einzelnen Anbaugebieten wurden mit etwa 380 Landwirtschaftsbetrieben mehrjährige Verträge über den Anbau einer festgelegten Rübenmenge für die Zuckerproduktion abgeschlossen.
Da die bisherige Begrenzung bei der Vermarktung von Nahrungszucker innerhalb und außerhalb der EU seit 2017 aufgehoben ist, erweiterte die Zuckerfabrik im Hinblick darauf ihre Kapazitäten.
Die Anbauregeln sind in einer Vereinbarung mit dem Anklamer Anbauerverband für Zuckerrüben (AVZ e.V.) festgeschrieben. Der AVZ ist Ansprechpartner der Fabrik in allen Vertrags- und Anbaufragen.
Der Vertragsanbau umfasst derzeit eine Liefermenge von etwa 1,6 – 1,7 Mill. Tonnen Rüben. Von dieser Rübenmenge werden 50–60 % für die Erzeugung von Nahrungszucker eingesetzt. Die restlichen Rüben dienen als Rohstoff für die Herstellung von Biokraftstoff im Ethanolwerk. Die Abrechnung orientiert sich am Marktpreis. Zusätzlich garantiert Cosun Beet Company GmbH & Co. KG einen Mindestpreis.
Zuckerrüben werden auf etwa 10 % der landwirtschaftlichen Nutzfläche im Einzugsgebiet der Fabrik angebaut und leisten damit einen wertvollen Beitrag für eine vielfältige Fruchtfolge. Der Rübenanbau erfolgt nach den Leitlinien des integrierten Pflanzenschutzes (IPS) und erfüllt zu 100 % den SAI-Nachhaltigkeitsstatus in Gold.
Die Zuckerrübenernte dauert von September bis Mitte November, wobei ein Teil der Rüben anschließend bis zur Verarbeitung am Feldrand gelagert wird. Die Verarbeitung beginnt zeitgleich und geht bis in den Januar des folgenden Jahres. Diese ungefähr 120 Tage dauernde Periode nennt man Rübenkampagne.
Alle Rüben werden von vertraglich gebundenen Speditionsgesellschaften transportiert, die für den Lebens- und Futtermitteltransport zertifiziert sind. Die Anlieferung erfolgt kontinuierlich über 24 Stunden werktäglich, wird aber durch eine nächtliche Begrenzung eingeschränkt. Transportiert wird mit EURO6-Sattelzug-LKW. Das Fahrzeugaufkommen wird dadurch minimiert, dass die Auslieferung von Futter- und Düngemitteln zu den Landwirten ausschließlich als Rückfracht erfolgt.
Von allen Rübenanbauern, die an die Fabrik liefern, werden vor dem Abkippen auf dem Rübenhof mit einem automatischen Probenehmer ein Qualitätsmuster gezogen, das auf Beimengungen wie Erde, Steine und Kraut sowie Zuckergehalt und andere wertbestimmende Inhaltsstoffe analysiert wird. Die Ergebnisse fließen sowohl in die Steuerung der Produktion als auch in die Bezahlung der Rüben ein.
Um anhaftende Erde und andere Beimengungen bei den angelieferten Rüben möglichst zu begrenzen, sind moderne Rübenverladegeräte im Einsatz, die alle Rüben auf dem Acker vorreinigen. Die Rückverfolgbarkeit erfolgt per GPS.
Die Rüben gelangen sofort nach der Anlieferung zur Verarbeitung. Hierzu werden sie nach der Entladung auf dem Rübenhof mittels großer Radlader auf Förderbänder und durch diese zunächst zur Rübenaufbereitung in die Rübenwäsche transportiert, bevor die eigentliche Verarbeitung beginnt.

## Die Fabrik
Die Rübenverarbeitung erfolgt in mehreren Produktionsschritten im kontinuierlichen Verfahren. Der erste Abschnitt Rübenaufbereitung liegt außerhalb der eigentlichen Fabrik. Dabei wird hauptsächlich durch Waschen mit Wasser, unterstützt durch verschiedene technische Einrichtungen, eine Trennung der Rüben von Erde, Steinen, Kraut und sonstigen Beimengungen vorgenommen. Im Produktionsabschnitt Extraktion werden die gewaschenen Rüben in dünne Scheiben geschnitten. Die „Schnitzel“ gelangen in sogenannte Extrakteuere, dort werden mit Wasser bei einer Temperatur von 70 bis 72 °C die Zellwände aufgeschlossen. Durch Diffusion tritt der Zuckerrüben-Rohsaft aus.
Im dritten Abschnitt erfolgt die Reinigung des gewonnenen Saftes mittels Kalk, der in Form von Kalkmilch dem Zuckersaft zur Reinigung zugesetzt wird. Hierfür wird direkt in der Fabrik ein Kalkofen zum Brennen von Kalksteinen betrieben. Es entsteht Dünnsaft.
Der Kalkofen, ein 350 m³ großer Schachtofen zum Brennen von etwa 250 Tonnen Kalk/Tag, ist das Wahrzeichen der Zuckerfabrik. Der in der Saftreinigung anfallende Carbokalk ist ein in der Landwirtschaft benutzter Kalkdünger.
Durch anschließende Verdampfung des Wassers entsteht Zuckersirup, von den Zuckerkochern Dicksaft genannt. Der letzte Abschnitt der Zuckerherstellung ist das Zuckerhaus. Dort entsteht durch gesteuerte Kristallisation zunächst eine Mischung aus reinen Zuckerkristallen und sog. Muttersirup. Die Kristallsuspension wird je nach Verarbeitungsstufe entweder zunächst homogenisiert und gekühlt, oder sie gelangt direkt zum Zentrifugieren. Nach Kühlung und Trocknung liegen die dort abgetrennten Kristalle als reiner weißer Zucker vor.
| Energie- und Hilfsstoffbedarf | Energie- und Hilfsstoffbedarf | Energie- und Hilfsstoffbedarf |
| ----------------------------- | ----------------------------- | ----------------------------- |
| Gas                           | 40 Mio. Nm³                   |                               |
| Kalkstein                     | 30.000 t                      |                               |
| Koks                          | 2.500 t                       |                               |

Während der Rübenkampagne werden etwa 40 % des insgesamt erzeugten Dicksaftes unmittelbar zu Weißzucker umgewandelt.
Die Verarbeitungskapazität liegt derzeit bei etwa 14.000 Tonnen Rüben/Tag. Daraus werden täglich etwa 1.000 Tonnen Weißzucker sowie etwa 2.000 Tonnen Dicksaft hergestellt. Insgesamt erzeugt die Zuckerfabrik in der Rübenkampagne 100.000 Tonnen Weißzucker. Bereits während der Rübenkampagne wird parallel zur Zuckererzeugung ein Teil des Dicksaftes zur Herstellung von Bioethanol verwendet, der Rest wird in 3 Tanks eingelagert.
Neben der Ethanolerzeugung wird ein Teil des Dicksafts in einer späteren Dicksaftkampagne ebenfalls noch zu Weißzucker verarbeitet. Dies erfolgt im Laufe des Frühjahres.
| Energieversorgung                                           |
| ----------------------------------------------------------- |
| * zwei gasbefeuerte Dampfkessel mit je 60 t Dampf/h, 93 bar |
| * ein Hilfskessel 10 t Dampf/h, 10 bar                      |
| * ein Turbogenerator mit einer Stromerzeugung von 16,9 MW   |

Neben der vollen Eigenversorgung speist die Energiezentrale der Fabrik während der Zuckerkampagne ungefähr 6 MW in das öffentliche Netz ein.
Die Verkehrsanbindung der Fabrik erfolgt über Straße, Schiene und einen Binnenhafen an der Peene.
Voraussichtlich ab der Kampagne 2024/2025 will das Unternehmen auch Zuckerrüben aus ökologischer Landwirtschaft in der Fabrik verarbeiten.

## Die Produkte
Die in der Zuckerfabrik Anklam hergestellte Zuckerqualität übertrifft den von industriellen Abnehmern vorgegebenen Qualitätsstandard der EG-Kat. II deutlich.
Der Verkauf erfolgt vorrangig auf dem deutschen Markt. Zu den Kunden zählen Hersteller von Süßwaren, Getränken, Backwaren, Milcherzeugnissen und Konserven. Der Zucker wird überwiegend lose ausgeliefert und zuvor bei Bedarf nach kundenspezifischen Anforderungen aufbereitet.
| Eigene Lagerkapazität | Eigene Lagerkapazität | Eigene Lagerkapazität |
| --------------------- | --------------------- | --------------------- |
| Zucker                | Zuckersilo            | 53.000 t              |
|                       | Flachlager            | 9.000 t               |
| Dicksaft              | Tanklager             | 195.000 t             |
| Melasse               | Tanklager             | 18.200 t              |
| Bioethanol            | Tanklager             | 4.300 t               |
| Biomethan             | Silolagerfläche       | 100.000 t             |
| Pellets               | Flachlager            | 3.500 t               |
| Vinasse               | Tanklager             | 5.000 t               |

Das Bioethanol wird in dem an die Zuckerfabrik angeschlossenen Ethanolwerk hergestellt, welches ganzjährig mit einer Tageskapazität von 220 m³ auf Basis von frischem bzw. gelagertem Dünn- bzw. Dicksaft arbeitet. Das am Standort erzeugte Bioethanol wird als erneuerbarer Kraftstoff dem fossilen Krftsoff beigemischt. Zukünftig soll es auch als alkohol für den Pharmasektor dienen.
| Jahresproduktionsmengen | Jahresproduktionsmengen |
| ----------------------- | ----------------------- |
| Weißzucker              | 140.000 t               |
| Melasse                 | 23.000 t                |
| Vinasse                 | 19.000 t                |
| Trockenschnitzelpellets | 35.000 t                |
| Pressschnitzel          | 120.000 t               |
| Carbokalk-Dünger        | 60.000 t                |
| Bioethanol              | 66.000 m³               |
| Biomethan               | 12 Mill. Nm³            |

Neben Zucker für die Ernährung und Bioenergie werden aus der Zuckerrübe auch Futtermittel für viehhaltende Betriebe hergestellt. Dazu zählen Pellets, Pressschnitzel, Melasse und Vinasse.
Zur Produktion von besonders hochwertigem Futter wird ein Teil der extrahierten Rübenschnitzel in einem Verdampfungstrockner mit einer Wasserverdampfung von 29 t/h getrocknet. Das energieeffiziente und umweltfreundliche Verfahren wird mit Dampf beheizt. Die Nebenprodukte sind Wasser und Niederdruckdampf, die in der Fabrik wieder verwendet werden.
Die überschüssigen Schnitzel sowie andere Rest- und Abfallstoffe werden seit 2013 im ganzjährigen Betrieb in der neu errichteten Biogasanlage zu Rohbiogas fermentiert. Mithilfe einer Druckwasserwäsche wird dieses anschließend zu reinem Biomethan in Erdgasqualität aufbereitet und über eine Anlage der edis Netz AG als grüne Energie direkt in das Erdgasnetz eingespeist. Neben dem Einsatz auf dem Wärmemarkt wird Biomethan ebenfalls als Kraftstoff eingesetzt.
Sowohl bei Bioethanol als auch bei Biomethan werden die gesetzlichen Anforderungen hinsichtlich Nachhaltigkeit und Treibhausgasminderung erfüllt.
Die Fabrik ist auf die Einhaltung schärfster Umweltauflagen ausgelegt. Es besteht ein nach ISO 1400, ISO 22000/FSSC, ISO 26000, ISO 50001, ISO 45001, EEG, QS/ GMP+, BiokraftNachV, SMETA und 36.BImSchV.

## Ethanol-Verunreinigung der Peene 2015
Im September 2015 trat auf dem Gelände des Bioethanol-Werkes eine größere Menge Ethanol aus, was über einen Regenwasserkanal in die nahegelegene Peene austrat. Ursache hierfür war ein blockiertes Schließsystem, nur wenige Tage nach einer Sicherheitsüberprüfung des Werkes. Als Konsequenz verendeten zahlreiche Wassertiere, es wurden über 4 Tonnen toter Fische geborgen. Trotz Ermittlungen der Staatsanwaltschaft wurde mit der Verarbeitung von Zuckerrüben ab Mitte September wieder begonnen.